# Thanksgiving Day

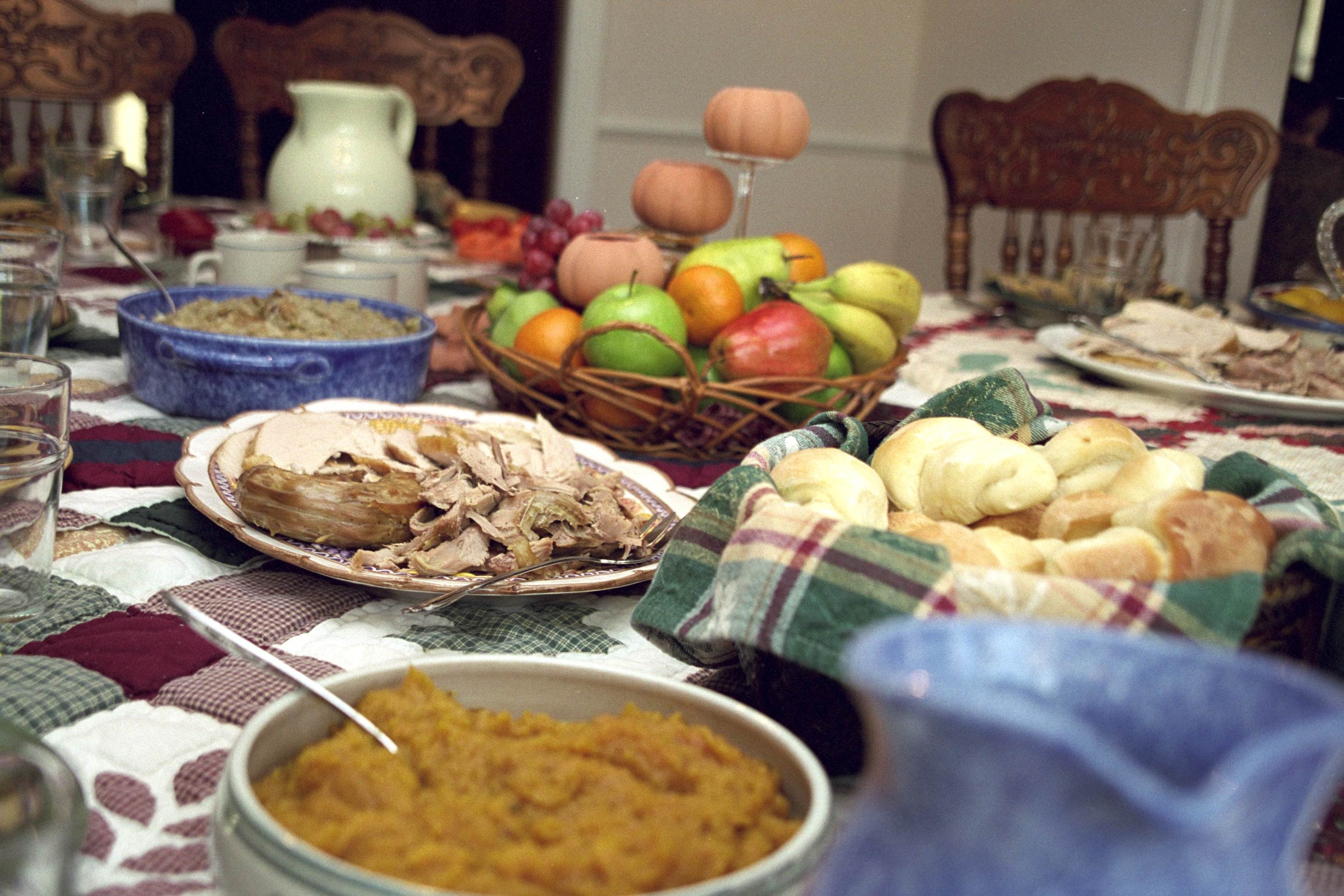
Een typisch Thanksgiving dinner met gerechten als kalkoen, zoete aardappels en veenbessen

Thanksgiving Day (dankzeggingsdag), vaak verkort tot Thanksgiving, is een nationale feestdag in de Verenigde Staten en Canada waarop dank wordt gezegd (traditioneel aan God) voor de oogst en voor allerlei andere goede dingen. In de Verenigde Staten wordt deze dag gevierd op de vierde donderdag in november. In Canada, waar de oogst eerder in het jaar eindigt, wordt het op de tweede maandag in oktober gevierd. In kerken in Nederland bestaat de Biddag en Dankdag voor Gewas en Arbeid.
Thanksgiving wordt gevierd met de hele familie en men legt grote afstanden af om bij elkaar te kunnen zijn. Omdat het in de VS op een donderdag valt, is het meestal zo dat werknemers ook vrijdags vrij krijgen. Daardoor wordt een familiereünie van vier dagen mogelijk.

## Eten
Het eten speelt een grote rol: het is traditie om op Thanksgiving Day kalkoen te eten en er wordt dan ook aan deze dag gerefereerd als Turkey Day ("kalkoendag"). Sinds het presidentschap van John F. Kennedy is het de gewoonte dat de president gratie verleent aan een levende kalkoen, de National Thanksgiving Turkey. Traditionele bijgerechten zijn aardappelpuree (mashed potatoes), vulling, zoete aardappels (sweet potatoes), sperziebonen (green beans), veenbessen (cranberries), en als nagerecht pecannotentaart (pecan pie) en pompoentaart (pumpkin pie).

## Dag na Thanksgiving Day
De vrijdag na Thanksgiving, wanneer de hele familie vrij heeft, is traditioneel een dag om met het winkelen voor Kerstmis te beginnen. Het is daardoor de drukste dag in het jaar voor de winkeliers. De dag wordt in de Verenigde Staten ook wel Black Friday (zwarte vrijdag) genoemd.

## Geschiedenis

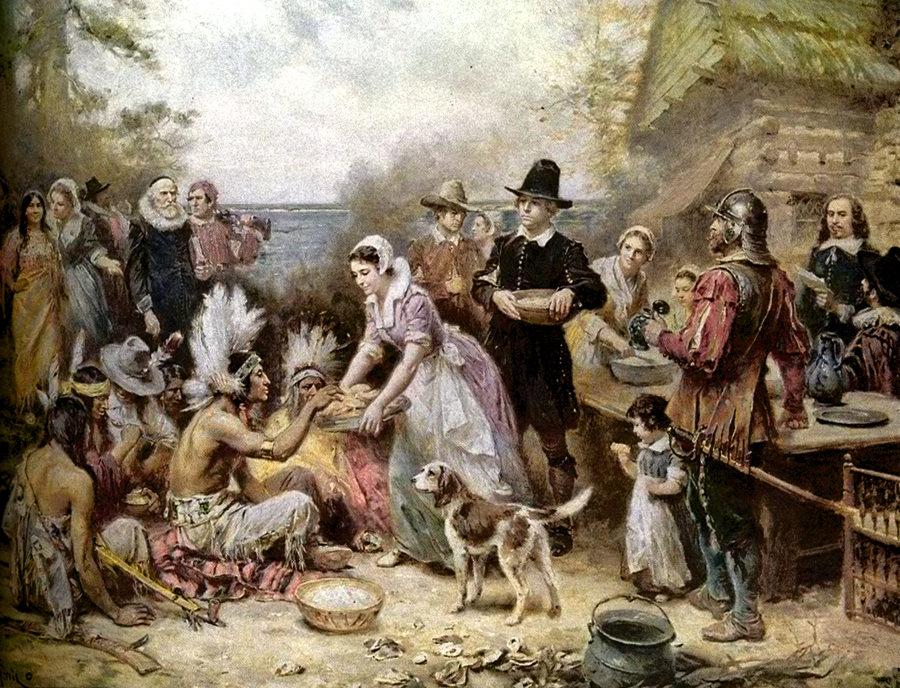
Schilderij van Jean Louis Gerome Ferris over het eerste Thanksgivingsfeest in 1621

De Amerikaanse traditie associeert de feestdag met een feest dat door de Pilgrim Fathers zou zijn gevierd in 1621 toen zij in Plymouth in Massachusetts een nederzetting hadden gesticht (zie Plymouth Colony): na de barre tocht met de Mayflower vanuit Europa mislukte de oogst. Toen er, volgens deze theorie, dankzij de hulp van indianen van de Wampanoag-stam en na een Indian summer, in november alsnog geoogst kon worden, volgde de eerste viering van Thanksgiving Day. Voor de vorm zou teruggegrepen zijn op het voorbeeld van het 3 oktoberfeest ter viering van het Leidens Ontzet, zoals men dat tijdens het verblijf in Leiden van 1609 tot 1621 jaarlijks had meegemaakt: de dankdienst in de Pieterskerk en de maaltijd. Nog steeds wordt in de Thanksgiving Service de Engelse versie van Wilt heden nu treden gezongen, op dezelfde melodie.
Veel van de verhalen omtrent de Amerikaanse Thanksgiving zijn mythes die zijn ontstaan aan het eind van de 19e en begin van de 20e eeuw in een poging een algemene nationale identiteit te scheppen in de naweeën van de Amerikaanse Burgeroorlog en in de smeltkroes van nieuwe immigranten.

## Thanksgiving day voor de oorspronkelijke inwoners
Veel nakomelingen van de oorspronkelijke inwoners van Noord Amerika zien de feestdag tegenwoordig niet als een dag waarop men dankbaar moet zijn, maar beschouwen het als het begin van een tragisch proces waarin zij hun land kwijtraakten en hun populatie werd gedecimeerd. Ieder jaar op Thanksgiving Day komen Wampanoags en andere stammen samen in Plymouth in Massachusetts voor het herdenken van hun "nationale rouwdag".

## Thanksgiving day in Nederland
Aangezien Thanksgiving een Amerikaans gebruik is, wordt dit in Nederland niet breed gevierd. Wel viert de Amerikaanse gemeenschap jaarlijks Thanksgiving, met onder andere een oecumenische dienst in de Pieterskerk te Leiden. Amerikanen in Nederland die Thanksgiving vieren doen dat vaak op de derde zaterdag in november, dus voor het "echte" Thanksgiving. Deze datum heeft de voorkeur omdat de vierde zaterdag van november in Nederland erg dicht ligt op het traditionele Sinterklaasfeest (5 december).

## Data van Thanksgiving day

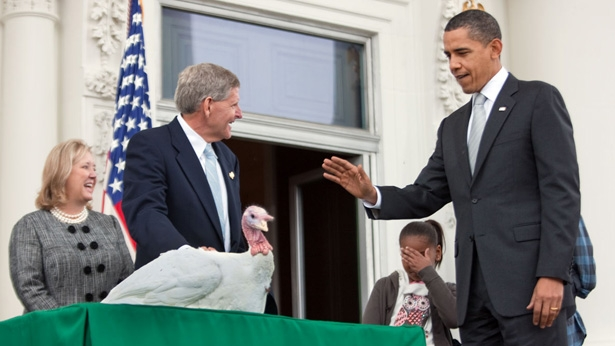
President Obama verleent gratie aan een kalkoen (2009)

| jaar | VS          | Canada     |
| ---- | ----------- | ---------- |
| 2011 | 24 november | 10 oktober |
| 2012 | 22 november | 8 oktober  |
| 2013 | 28 november | 14 oktober |
| 2014 | 27 november | 13 oktober |
| 2015 | 26 november | 12 oktober |
| 2016 | 24 november | 10 oktober |
| 2017 | 23 november | 9 oktober  |
| 2018 | 22 november | 8 oktober  |
| 2019 | 28 november | 14 oktober |
| 2020 | 26 november | 12 oktober |
| 2021 | 25 november | 11 oktober |
| 2022 | 24 november | 10 oktober |
| 2023 | 23 november | 9 oktober  |
| 2024 | 28 november | 14 oktober |

- Gemeinsame Normdatei: 4699215-7
- Library of Congress Control Number: sh85134499
- National Archives and Records Administration: 10675546
- Nationale Bibliotheek van Tsjechië: ph640305
- Nationale Bibliotheek van Israël: 987007531873905171